# Кондратьев, Юрий Николаевич
Юрий Николаевич Кондра́тьев (род. 1932, г. Торжок, Калининская область) — российский инженер, конструктор танков.

## Биография
Окончил Ленинградский политехнический институт (1959), инженер-механик.
С 1959 по 1997 г. работал в Уральском конструкторском бюро транспортного машиностроения: инженер-конструктор, руководитель конструкторской группы, начальник сектора.
Под его руководством и при непосредственном участии разработаны конструкции башен танка Т-62 и истребителя танков ИТ-1. Для танка Т-62 впервые была применена отливка башни с крышей, что значительно упростило технологию изготовления.
Оформил свыше 10 авторских свидетельств на изобретения.
Лауреат Государственной премии СССР 1982 года — за разработку конструкции башни танка Т-72.
Награждён орденом Трудового Красного Знамени (1976).